# 4725 Milone
4725 Milone (1975 YE) là một tiểu hành tinh vành đai chính.